# Eleições da Catalunha
As eleições da Catalunha dividem-se em vários tipos:
- Eleições ao Parlamento da Catalunha
- Eleições ao Conselho Geral de Aran
- Eleições aos conselhos comarcais
- Eleições municipais
- Eleições legislativas espanholas
- Eleições parlamentares europeias

## Sistema eleitoral da Catalunha
O sistema eleitoral da Catalunha está estabelecido legalmente pela Constituição Espanhola, o Estatuto de Autonomia da Catalunha, a lei orgânica 5/1985 e as suas sucessivas modificações. A lei do Parlamento da Catalunha 3/1982 regulava a convocação de eleições ao Parlamento da Catalunha e a eleição do Presidente da Generalitat; esta lei foi derogada pela lei 13/2008 de 23 de março, do Parlamento, o presidente e o Conselho Executivo, sem que se produzissem mudanças com respeito ao procedimento de eleição e convocação de eleições.
A mesma Constituição prevê que uma lei orgânica seja a que regule todos os procedimentos eleitorais que se realizem ao Estado, com a exceção das eleições autonómicas que, ainda que fiquem reguladas em parte por esta lei, podem ser reguladas também pelas leis eleitorais próprias da cada comunidade se assim o estabelecem os seus estatutos. Neste sentido, na Catalunha, apesar que o Estatuto no seu artigo 56 prevê a possibilidade de elaborar uma lei eleitoral, esta se tem de aprovar por duas terceiras partes do Parlamento e, até à atualidade, a carência de quorum parlamentar supôs que a lei orgânica 5/1985 seja de aplicação também às eleições catalãs, em virtude do que se dispõe ao artigo preliminar e da disposição adicional primeira da citada lei, que indicam o carácter suplementar da mesma em ausência de uma lei eleitoral própria numa comunidade autónoma.
Apesar que se aprovasse uma lei eleitoral catalã, a lei estatal continuar-se-ia aplicando às eleições legislativas catalãs porque uma parte têm a condição de normas de aplicação geral, isto é, normas que têm de ser aplicadas a todos os processos eleitorais (estatais, autonómicos, locais e europeus). Estas normas fazem referência basicamente à definição do direito de sufrágio, à administração eleitoral, ao censo eleitoral, aos requisitos gerais da convocação de eleições, ao procedimento de apresentação de candidaturas, à campanha e propaganda eleitorais, ao recurso contencioso eleitoral, aos gastos e aos subsídios eleitorais e aos delitos e infrações eleitorais.

## Parlamento da Catalunha
A Generalidade da Catalunha tem a competência de convocar as eleições ao Parlamento de Catalunha, as eleições ao Conselho Geral de Aran, e as eleições aos conselhos comarcais.
O Parlamento é a instituição que representa o povo da Catalunha, o que o situa numa posição central no sistema institucional do autogoverno de Catalunha. O Parlamento da Catalunha está formado por uma estância e é independente e inviolável.
Conforme com o que dispõe o artigo 75 do Estatuto de Autonomia da Catalunha e o artigo 60 da Lei 3/1982, de 23 de março, do Parlamento e do Conselho Executivo da Generalitat, o presidente da Generalitat da Catalunha, com deliberação prévia da Governação e sob a sua exclusiva responsabilidade, pode dissolver o Parlamento e convocar eleições, que terão de ter lugar entre os quarenta e o sessenta dias seguintes à data de publicação do decreto no Jornal Oficial da Generalitat de Catalunya.
O decreto fixará a data de celebração das eleições, o número de deputados correspondente à cada circunscrição, a duração da campanha eleitoral, e o regulamento aplicável ao processo eleitoral.
O Parlamento da Catalunha está integrado por 135 deputados, os quais se repartem, entre as seguintes circunscrições da maneira seguinte:
- Barcelona: 85 deputados
- Girona: 17 deputados
- Lérida: 15 deputados
- Tarragona: 18 deputados

Os deputados são elegidos por sufrágio universal, livre, igual, direto e secreto. O sistema eleitoral que recolhe o Estatuto é proporcional: as cadeiras ao Parlamento repartem-se entre as listas eleitorais em proporção aos votos que cada uma obteve. A fórmula eleitoral utilizada é a método D'Hondt e aplica-se a barreira legal de 3% dos votos válidos à cada circunscrição.